# Formand
En formand er leder af en forsamling, f.eks. en forening, en bestyrelse, et udvalg eller et parlament. Titlen benyttes såvel indenfor folkestyret som inden for erhvervslivet og foreningslivet.
Når formanden er en kvinde, kan hun kaldes forkvinde, men ofte bruges blot betegnelsen formand og fra 1977 forperson uanset køn.

## Eksempler
(Parlament) Folketingets formand: Christian Mejdahl (18. marts 2003 – 13. november 2007)
(Parlament) Formanden i det britiske underhus (Speaker): John Bercow (22. juni 2009 – 31. oktober 2019)
(Bestyrelse) Bestyrelsesformanden for A.P. Møller Fonden / Almenfonden: Ane Uggla (25. april 2012 – i dag)
(Bestyrelse) Bestyrelsesformanden for TV 2 Danmark: Jimmy Maymann-Holler (25. april 2018 – i dag)